# Thỏa Chấn
Thỏa Chấn (tiếng Trung giản thể: 庹震, bính âm Hán ngữ: Tuǒ Zhèn, sinh ngày 9 tháng 9 năm 1959, người Hán) là nhà báo, chính trị gia nước Cộng hòa Nhân dân Trung Hoa. Ông là Ủy viên Ủy ban Trung ương Đảng Cộng sản Trung Quốc khóa XX, Ủy viên dự khuyết khóa XIX, hiện là Xã trưởng Nhân Dân nhật báo. Ông nguyên là Tổng biên tập Nhân Dân nhật báo; Phó Bộ trưởng Bộ Tuyên truyền Trung ương Đảng Cộng sản Trung Quốc; Thường vụ Tỉnh ủy, nhậm chức Bộ trưởng Bộ Tuyên truyền Tỉnh ủy Quảng Đông; Thành viên Đảng tổ, Phó Xã trưởng Tân Hoa Xã.
Thỏa Chấn là đảng viên Đảng Cộng sản Trung Quốc, học vị Cử nhân Kinh tế chính trị, chức danh Ký giả cấp cao. Ông có sự nghiệp đại đa số trong ngành báo chí, xuất phát từ Kinh Tế nhật báo cho đến khi tham gia lãnh đạo Tân Hoa Xã, Nhân Dân nhật báo.

## Xuất thân và giáo dục
Thỏa Chấn sinh ngày 9 tháng 9 năm 1959 tại huyện Phương Thành, nay thuộc địa cấp thị Nam Dương, tỉnh Hà Nam, Cộng hòa Nhân dân Trung Hoa. Ông lớn lên và tốt nghiệp cao trung ở Phương Thành, sau đó được điều động là thanh niên tri thức tham gia phong trào Vận động tiến về nông thôn vùng công xã Lật Hà (溧河公社) ở huyện Nam Dương giai đoạn 1976–78. Năm 1978, sau khi phong trào kết thuc, ông trở về vùng thành thị, quyết định thi đại học và thi đỗ Đại học Vũ Hán, tới thủ phủ Vũ Hán nhập học Khoa Kinh tế của trường từ tháng 9 cùng năm, tốt nghiệp Cử nhân chuyên ngành Kinh tế chính trị vào tháng 7 năm 1982. Tháng 6 năm 1982, trước khi tốt nghiệp, Thỏa Chấn được kết nạp Đảng Cộng sản Trung Quốc tại trường Vũ Hán, ông từng giam gia khóa bồi dưỡng tiến tu cán bộ cấp tỉnh bộ giai đoạn tháng 9–11 năm 1997, giai đoạn tháng 9–11 năm 2001, đều tại Trường Đảng Trung ương Đảng Cộng sản Trung Quốc.

## Sự nghiệp

### Kinh Tế nhật báo
Tháng 8 năm 1982, sau khi tốt nghiệp trường Vũ Hán, Thỏa Chấn bắt đầu sự nghiệp của mình khi được nhận vào tờ báo thuộc Quốc vụ viện là Kinh Tế nhật báo làm biên tập viên của Phòng Tổng biên, được thăng chức làm Phó Chủ nhiệm Phòng Công nghiệp và Giao thông của báo vào tháng 8 năm 1986. Đến tháng 5 năm 1988, ông được chuyển chức làm Phó Chủ nhiệm Phòng Ký giả, từng được điều động tham gia chương trình cán bộ kiêm nhiệm khi đồng thời là Phó Thị trưởng thành phố cấp huyện Trác Châu của Bảo Định, Hà Bắc giai đoạn tháng 4–9 năm 1992. Tháng 9 năm này, ông được điều về làm Chủ nhiệm Phòng Ký giả, được công nhận là Ký giả cấp cao từ tháng 10 năm 1994. Tháng 3 năm 1996, Thỏa Chấn được bầu làm Ủy viên Ủy ban Biên tập Kinh Tế nhật báo, được bổ nhiệm làm Phó Tổng biên tập từ tháng 6 cùng năm. Ông là Phó Tổng biên tập liên tục gần 10 năm, trở thành Tổng biên tập vào tháng 6 năm 2006. Trong những năm ở tờ báo này, ông đã liên tiếp tham gia và tổ chức các chuỗi xuất bản những ấn phẩm lớn như "So sánh Nam Dương, Tương Dương", "Khi nào Khai Phong được 'khai phong'?", "Truy tung dấu vết Gas-guzzler", "Ai mở khóa Chuỗi ăn uống công?", "Hiện tượng 'Điều tử phì'".

### Báo chí cấp cao
Tháng 7 năm 2011, Thỏa Chấn được miễn nhiệm ở Kinh Tế nhật báo, kết thúc gần 30 năm công tác ở tờ báo này, nhậm chức Thành viên Đảng tổ, Phó Xã trưởng Tân Hoa Xã, cấp phó bộ trưởng. Nửa năm sau, ông được điều chuyển tới tỉnh Quảng Đông, vào Ban Thường vụ Tỉnh ủy, nhậm chức Bộ trưởng Bộ Tuyên truyền Tỉnh ủy Quảng Đông. Tháng 7 năm 2015, ông được điều về trung ương, giữ vị trí Phó Bộ trưởng Bộ Tuyên truyền Trung ương Đảng Cộng sản Trung Quốc từ ngày 27 tháng 7. Tháng 10 năm 2017, ông tham gia đại hội đại biểu toàn quốc, được bầu làm Ủy viên Ủy ban Trung ương Đảng Cộng sản Trung Quốc khóa XIX tại Đại hội Đảng Cộng sản Trung Quốc lần thứ 19. Ngày 3 tháng 4 năm 2018, ông được bổ nhiệm làm Tổng biên tập Nhân Dân nhật báo, cấp bộ trưởng, sau đó, ngày 16 tháng 10 năm 2020, ông là Xã trưởng của thời báo này. Cuối năm 2022, ông tham gia Đại hội Đảng Cộng sản Trung Quốc lần thứ XX từ đoàn đại biểu khối cơ quan trung ương Đảng và Nhà nước. Trong quá trình bầu cử tại đại hội, ông được bầu là Ủy viên Ủy ban Trung ương Đảng Cộng sản Trung Quốc khóa XX.

## Sự kiện chính trị

### Ủng hộ cải cách Uông Dương
Năm 1989, sau sự kiện Thiên An Môn, tình hình kinh tế Trung Quốc sau cải cách 1978 có xu hướng bị đình trệ trên cả nước. Lúc bấy giờ, trong bối cảnh chưa có chính sách mới từ trung ương, các địa phương gặp phải vướng mắc trong quản lý kinh tế, xã hội, Thị trưởng Đồng Lăng Uông Dương được xem là mạo hiểm chấp nhận rủi ro chính trị khi dẫn đầu mở ra một cuộc thảo luận lớn kêu gọi giải phóng về tư tưởng đăng tải trên Đồng Lăng nhật báo trong ấn phẩm "Dậy đi, Đồng Lăng!" (醒来, 铜陵!). Quan điểm gồm 5 ý chính, phân tích thực tiễn Trung Quốc rằng: quan niệm lấy xây dựng kinh tế làm trung tâm chưa mạnh mẽ; quan niệm kinh tế hàng hoá bạc nhược; trạng thái tinh thần không hưng khởi; ý thức cải cách [1978] không đậm; quan niệm cải cách mở cửa kém, qua đó kêu gọi thay đổi tư tưởng, tiến hành cải cách quyết liệt hơn. Phóng viên của tờ Kinh Tế nhật báo ở An Huy lúc đó đã chuyển thông tin này tới trụ sở chính, báo cáo cho Thỏa Chấn và Phó Tổng biên tập Dương Thượng Đức. Hai người đã thống nhất và đã chỉ đạo các cơ quan của Kinh Tế nhật báo lên kế hoạch chi tiết và đăng tải liên tục, kết hợp thông cáo báo chí và phân tích quan điểm của Uông Dương ở Đồng Lăng nhằm nhân rộng ra toàn quốc – khi mà bài viết ban đầu chỉ giới hạn ở Đồng Lăng, và không phải dưới góc độ của cả nước. Thỏa Chấn đã thay đổi tiêu đề của những ấn phẩm này thành "Dậy đi, không chỉ là Đồng Lăng", đồng thời thay đổi một số về nội dung bài báo. Chủ đề này được thảo luận ở địa phương, hơn 10 tỉnh thành như Giang Tây, Thiểm Tây, Liêu Ninh, Cát Lâm và cả trung ương, Kinh Tế nhật báo đã nhận được hơn 300 bức thư và cuộc gọi từ nhiều nơi khác nhau, bày tỏ sự ủng hộ nội dung trong một tháng. Loạt báo được xem là khiến dư luận nóng lên trước chuyến công tác phía Nam của Đặng Tiểu Bình năm 1992.

### Sự kiệnCuối tuần Phương Nam

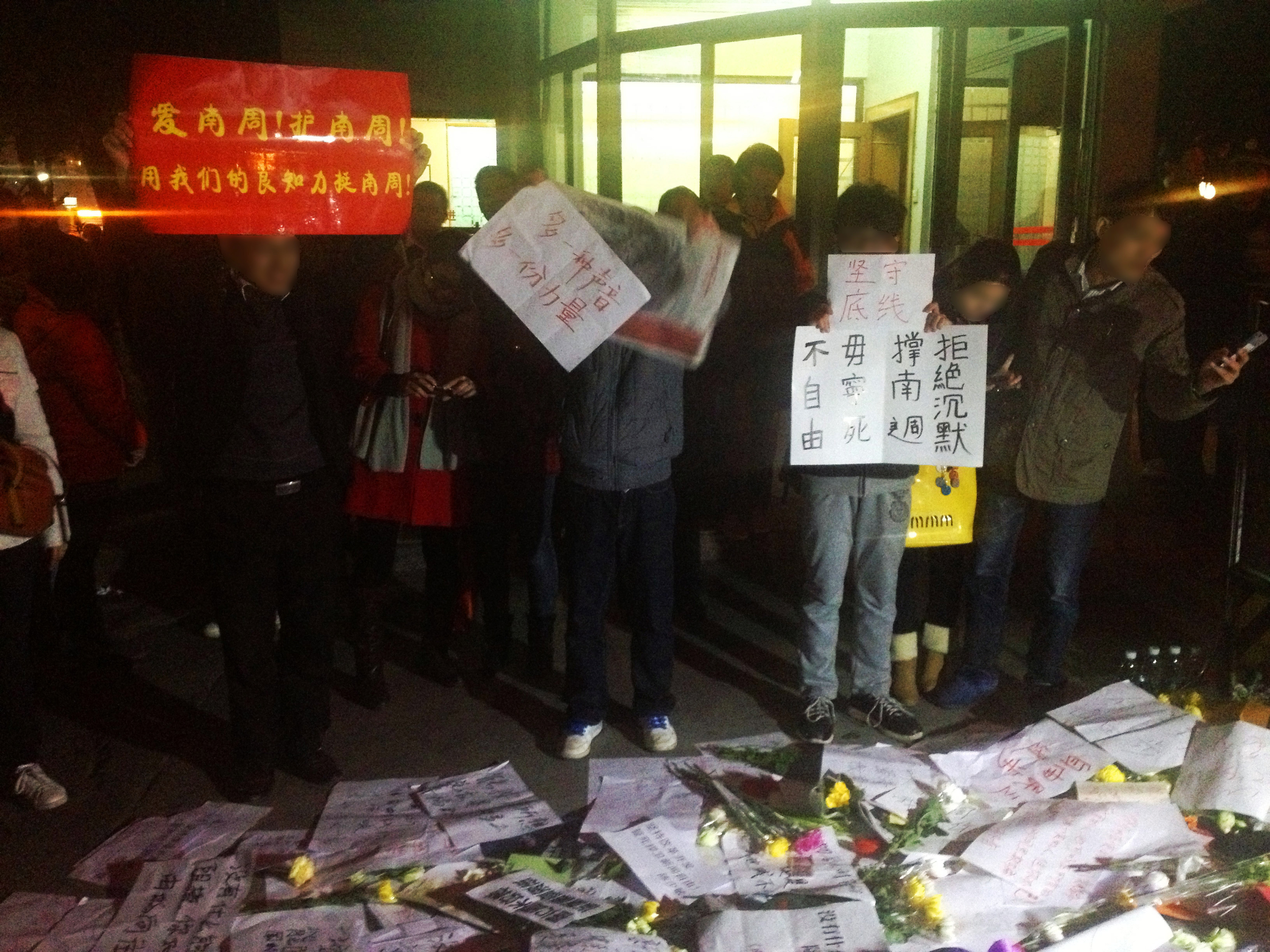
Biểu tình trong Sự kiện Cuối tuần Phương Năm 2013.

Cuối năm 2012, tờ Cuối tuần Phương Nam chuẩn bị cho đặc san năm mới 2013. Đặc san này được xuất bản vào ngày 3 tháng 1 năm 2013, ngay tập tức được độc giả phản hồi nhiều lỗi từ cú pháp in ấn cho đến nội dung, trong đó có sai sót lịch sử: nhắc đến Đại hồng thủy 2000 năm nước, trong khi đó là thời Nhà Tân, thời Vương Mãng soán ngôi Nhà Hán;  sử dụng những cụm từ vô nghĩa về lịch sử Đảng Cộng sản; lỗi đánh máy giữa "thành" (诚) trong "trung thành" (忠诚) và 城, số "1057" và "1507". Trong ngày này, một số phóng viên, nhà báo của Cuối tuần Phương Nam đã lên tiếng rằng đặc san được xuất bản không phải là nguyên bản của bản thảo đã được họ chuẩn bị trước đó, không chỉ một lần mà nhiều lần phải chỉnh sửa cả khi soạn bản thảo, cho đến bản cuối cùng. Bản dự thảo với chủ đề Giấc mộng Trung Hoa, mộng Hiến pháp (中国梦, 宪政梦) dài hơn 2.000 từ, nhấn mạnh việc thực thi chính quyền hợp hiến, nhưng đã nhiều lần bị xóa và chỉnh sửa đến một nửa độ dài theo yêu cầu của cấp trên mà cao nhất là Bộ Tuyên truyền Tỉnh ủy Quảng Đông lúc bấy giờ. Với tư cách là người đứng đầu, Thỏa Chuấn bị chỉ trích bởi các phóng viên, nhà báo của tờ báo này, được nhiều báo quốc tế đưa tin như Đài phát thanh quốc tế Pháp, South China Morning Post (Hồng Kông), Liên hợp Tảo báo, cho rằng đây là bê bối chính trị lớn đầu tiên của năm 2013. Một số tờ báo như The Wall Street Journal, The Washington Post đề nghị Thỏa Chuấn từ chức vì cho rằng ông đã vi phạm đạo đức nghề báo khi trực tiếp chỉ đạo bắt buộc chỉnh sửa nội dung báo chí cụ thể trong vụ việc này, các tờ báo Los Angeles Times, The Times, BBC tiếng Trung chỉ trích vi phạm quyền về tự do báo chí và Trung Quốc không có Luật Báo chí, khắt khe kiểm duyệt báo chí. Sau đó, các ấn phẩm Cuối tuần Phương Nam tiếp tục được xuất bản bình thường, đến ấn phẩm ngày 17 tháng 1 đăng tải việc chỉnh sửa các lỗi của đặc san.

## Tác phẩm
Thỏa Chấn đã xuất bản nhiều tác phẩm, trong đó có:
- Thỏa Chấn (1989). 蓝天下的眼睛: 一个记者的视线. Bắc Kinh: Kinh Tế nhật báo. ISBN 7-8003-6155-1.
- Thỏa Chấn (1991). 静静的地平线. Bắc Kinh: Học viện Quảng bá. ISBN 978-7-81004-364-9.
- Thỏa Chấn (1993). 初春的太阳. Bắc Kinh: Hội Liên hiệp Công Thương Trung Hoa. ISBN 7-8010-0022-6.
- Thỏa Chấn (1994). 报海觅踪. Bắc Kinh: Hội Liên hiệp Công Thương Trung Hoa. ISBN 7-8010-0016-1.
- Thỏa Chấn (1995). 盯住交界. Bắc Kinh: Phát triển Trung Quốc. ISBN 7-8008-7203-3.
- Thỏa Chấn (1996). 新闻采写艺术. Bắc Kinh: Công nhân Trung Quốc. ISBN 9-787-500-81868-7.
- Thỏa Chấn (1998). 全天候记者怎么当. Bắc Kinh: Phát triển Trung Quốc. ISBN 9-787-800-87262-4.
- Thỏa Chấn (1999). 面对社会之窗. Bắc Kinh: Phát triển Trung Quốc. ISBN 9-787-800-87343-0.

## Giải thưởng
- Giải thưởng Công tác gia tân văn ưu tú toàn quốc (全国优秀新闻工作者), 1984.
- Giải thưởng Thập đại kiệt xuất thanh niên Trung Quốc, 1993.
- Giải thưởng Tân văn Phạm Trường Giang, 2002.